# Маков'є
Маков'є (біл. Макаўе) — село в Черетянській сільській раді Гомельського району Гомельської області Республіки Білорусь.

## Географія

### Розташування
За 43 км на південний схід від Гомеля, 9 км від залізничної станції Кравцовка (на лінії Гомель – Чернігів).

## Гідрографія
На річці Терюха (притока річки Сож).

## Транспортна мережа
Транспортні зв'язки степовою, потім автомобільною дорогою Тереховка — Гомель. Планування складається з прямолінійної вулиці, орієнтованої з південного сходу на північний захід, до якої перпендикулярно приєднуються 2 вулиці (з північного сходу та південного заходу). Забудовано нову вулицю (105 цегляних будівель котеджного типу), де розмістилися переселенці із забруднених радіацією місць внаслідок аварії на Чорнобильській АЕС.

## Історія

### Велике князівство Литовське
За письмовими джерелами відома з кінця XVIII століття як село в Речицькому повіті Мінського воєводства Великого князівства Литовського. Згідно з привілеєм короля Августа III від 5 березня 1762 року у володінні Фащів.

### Російська імперія
Після першого поділу Речі Посполитої (1772) у складі Російської імперії. У 1848 році у Білицькому повіті Могильовської губернії. У 1862 році 1420 десятин землі, водяний млин, сукновальня, питний будинок. У 1882 році працювали цегельний завод, вітряк, хлібний магазин. Внаслідок пожежі 4 травня 1893 року згоріло 76 дворів. Відповідно до перепису 1897 року розташовувалася лавка, в Макаровицькій волості Гомельського повіту. У 1909 році 2663 десятини землі, школа (у 1907 році 62 учні), млин.

### СРСР

#### Довоєнні роки
З 8 грудня 1926 року по 30 грудня 1927 року центр Маковської сільської ради Носовицького, з 4 серпня 1927 року Терехівського районів Гомельського округу. У 1930 році організований колгосп «Просветитель», працювали 3 вітряки, зернодробарка, кузня.

#### Німецько-радянська війна
Під час німецько-радянської війни у вересні 1943 року німецькі окупанти спалили 177 дворів, убили 10 мешканців. Звільнено 27 вересня 1943 року 110 жителів загинули на фронті.

#### Повоєнні роки
1959 року центр колгоспу «Первомайский». Розташовано початкову школу, клуб, бібліотеку, комплексний приймальний пункт побутового обслуговування населення, 3 магазини, їдальню, лазню, фельдшерсько-акушерський пункт, відділення зв'язку.

## Населення

### Чисельність
- 2004 — 193 господарства, 469 мешканців